# Aeroportul Municipal Great Bend
Aeroportul Municipal Great Bend (IATA: GBD, ICAO: KGBD, FAA LID: GBD) este un aeroport din Kansas, Statele Unite ale Americii ce deservește zona Great Bend⁠(d). A fost numit după zona deservită.
Situat la o altitudine de 575 m, aeroportul dispune de 2 piste.

## Infrastructură

### Piste
Aeroportul dispune de 2 piste. Pista 11/29 are suprafața de asfalt și dimensiunile 4.706 picioare × 75 picioare. Pista 17/35 are suprafața de asfalt și dimensiunile 7.851 picioare × 100 picioare. 